# Paul Feyerabend

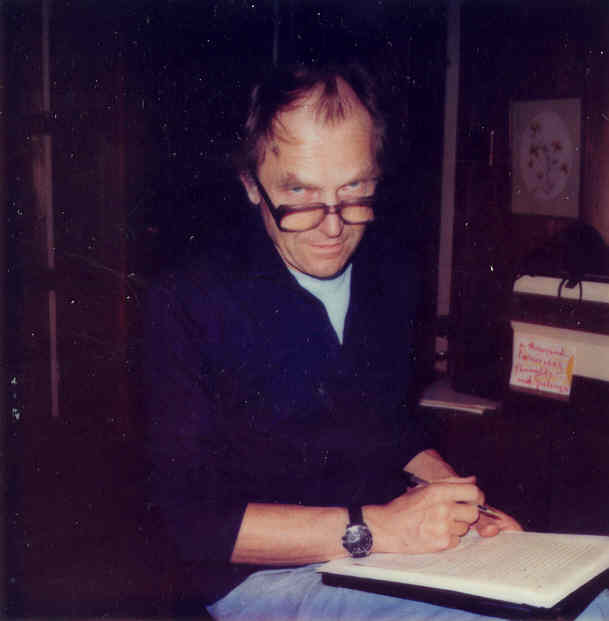
Paul Feyerabend in Berkeley

Paul Karl Feyerabend (* 13. Januar 1924 in Wien; † 11. Februar 1994 in Genolier im schweizerischen Waadtland) war ein österreichischer Philosoph, der vor allem durch seine Arbeiten zur Wissenschaftsphilosophie bekannt wurde. Seine akademische Laufbahn begann er als Dozent für Wissenschaftsphilosophie an der University of Bristol (1955–1958), danach wechselte er an die Universität von Kalifornien in Berkeley, an der er über drei Jahrzehnte (1958–1989) lehrte.
Feyerabend gilt neben Karl Popper, Thomas S. Kuhn und Imre Lakatos als einer der bedeutendsten Wissenschaftsphilosophen des 20. Jahrhunderts. Sein berühmtestes Werk Wider den Methodenzwang erschien 1975. Hier argumentiert er, dass es keine allgemeingültigen methodischen Regeln für wissenschaftliche Untersuchungen gebe, und formuliert stattdessen eine „anarchistische Erkenntnistheorie“ unter dem Schlagwort „Anything goes“. Fragen der Wissenschaftspolitik und des Verhältnisses von Wissenschaft und Politik behandelt er in mehreren Essays und in seinem zweiten Hauptwerk, Erkenntnis für freie Menschen (1978). In späteren Schriften wie Wissenschaft als Kunst (1984), Irrwege der Vernunft (1987) und Vernichtung der Vielfalt (1999 posthum veröffentlicht) behandelt er weitere Themen an der Schnittstelle zwischen Geschichte und Philosophie der Wissenschaft, antiker Philosophie, Kunstphilosophie, Politischer Philosophie, Ethik, Medizin und Physik. Sein letztes Werk, die Autobiographie Zeitverschwendung, beendete er auf seinem Sterbebett. 
Der unvollendete – parallel zur Arbeit an Wider den Methodenzwang angefertigte – Entwurf einer Naturphilosophie wurde 2016 postum veröffentlicht. Dieses Werk enthält Feyerabends Rekonstruktion der Geschichte der Naturphilosophie von der homerischen Zeit bis zur Mitte des 20. Jahrhunderts. Ferner wurde ein Teil seiner umfangreichen Korrespondenzen (u. a. mit Karl Popper, Imre Lakatos, Hans Peter Duerr und Hans Albert) nach seinem Tod veröffentlicht.

## Leben

### Kindheit, Jugend, Krieg
Feyerabend wurde 1924 in Wien geboren. Sein Großvater väterlicherseits war das uneheliche Kind einer Haushälterin, Helena Feierabend, die das y in den Namen Feyerabend einführte. Die Eltern hatten infolge des Ersten Weltkriegs sowie der Inflation lange gewartet, bevor sie ihr einziges Kind bekamen: Paul Feyerabends Mutter war bei seiner Geburt bereits vierzig Jahre alt. Ihre Familie stammte aus Stockerau. Sie war Näherin und starb am 29. Juli 1943 durch Suizid. Sein Vater, ursprünglich aus Kärnten, diente als Offizier der Handelsmarine im Ersten Weltkrieg und anschließend als Beamter in Wien. Die Familie lebte in einem Arbeiterviertel (Wolfganggasse), in dem Straßenmusikanten, skurrile Verwandte, Illusionisten und hitzige Streitereien zum Alltag gehörten. In seiner Autobiographie erinnert sich Feyerabend an eine Kindheit, in der Magie und mysteriöse Ereignisse nur durch einen leichten Perspektivwechsel vom trostlosen „Alltäglichen“ getrennt waren – eine Erkenntnis, die er später philosophisch entlang Fragen des erkenntnistheoretischen Realismus und Perspektivismus ausgiebig bearbeiten sollte. Der katholisch erzogene Feyerabend besuchte das Robert-Hamerling-Realgymnasium, wo er insbesondere in Physik und Mathematik zum Vorzugsschüler aufstieg. Mit 13 Jahren baute er zusammen mit seinem Vater ein Teleskop, das es ihm ermöglichte, Beobachter für das Schweizerische Institut für Sonnenforschung zu werden. Feyerabend war ein unersättlicher Leser, insbesondere von Kriminal- und Abenteuerromanen und Theaterstücken. In Kontakt mit der Philosophie kam er nach eigenen Angaben durch Zufall: 
„Wenn man sich nach Literatur umsah, die zum Verkauf bestimmt war, konnte man tonnenweise Bücher für nur ein paar Groschen erwerben. […] Ich konnte es nicht vermeiden, daß hin und wieder auch ein Band von Plato, Descartes oder Büchner (dem Materialisten, nicht dem Dichter) darunter waren. Ich habe diese unerwünschten Zugaben dann wohl aus Neugier gelesen oder einfach, weil ich dafür bezahlt hatte.“
Später lernte er die Wissenschaftsphilosophie durch die Werke von Mach, Eddington und Dingler kennen und war fasziniert von Nietzsche, besonders seinem Werk Also sprach Zarathustra. Während der Gymnasialzeit begann Feyerabends lebenslanges Interesse am Gesang. Er sang in einem Chor unter Leo Lehner, wurde mit der Oper bekannt und durch Auftritte von George Oeggl und Hans Hotter inspiriert. Später absolvierte er eine formelle Ausbildung u. a. unter der Anleitung von Adolf Vogel.

### „Anschluss“ und Zweiter Weltkrieg
Feyerabends Eltern begrüßten den Anschluss Österreichs ans Deutsche Reich im März 1938. Seine Mutter war von Hitlers Stimme und Auftreten fasziniert, sein Vater trat, ebenfalls von Hitlers Charisma beeindruckt, später der NSDAP bei. Feyerabend selbst zeigte sich vom Anschluss und vom Zweiten Weltkrieg unbeeindruckt und sah in diesen Dingen, wie er in seiner Autobiographie schreibt, in erster Linie eher „Unannehmlichkeiten“, die dem Lesen, dem Gesang und der Astronomie im Wege standen, als ein „moralisches Problem“. Feyerabend war Mitglied der Hitler-Jugend, in der er nach eigenen Angaben gelegentlich rebellierte, indem er die Kultur der Briten lobte oder behauptete, er müsse eine Versammlung verlassen, um an der Messe teilzunehmen, sich manchmal jedoch auch fügte und Mitglieder aufsuchte, die Versammlungen verpassten. In Zeitverschwendung schreibt er:
„Rückblickend betrachtet stelle ich eine ziemlich unbeständige Mischung aus Widerspenstigkeit und Anpassungsbereitschaft fest. Es kam vor, daß ein kritisches Urteil oder ein Gefühl von Unbehagen niedergehalten oder in sein Gegenteil verkehrt wurde, sobald eine kaum spürbare Gegenkraft auftrat. Meine Meinungen waren wechselhaft wie Wolken, die in der Wärme verdunsten. Dann wieder gab es Gelegenheiten, da ich nicht auf die Vernunft und nicht auf die Nazi-Propaganda hörte, sondern mich unpopulären Ideen anschloß. Diese Ambivalenz beherrschte mich lange Zeit hindurch und schwächte sich erst vor kurzem ab. Sie stand offenbar in Zusammenhang mit der Ambivalenz, die ich generell Menschen gegenüber annahm: ich wollte ihnen nahe sein, zugleich aber auch allein gelassen werden.“
Nach der Matura wurde Feyerabend im April 1942 in den Reichsarbeitsdienst (RAD) eingezogen, erhielt eine Grundausbildung in Pirmasens und wurde einer Einheit in Quelerne en Bas bei Brest zugeteilt. Er beschrieb diese Zeit als „eintönig“: „Die Woche über fuhren wir im Hinterland herum, hoben Gräben aus und schütteten sie wieder zu.“ Nach einem kurzen Urlaub meldete er sich freiwillig zur Offiziersschule. In Zeitverschwendung schreibt er, gehofft zu haben, der Krieg würde vorbei sein, bevor er die Offiziersausbildung abgeschlossen hätte – was jedoch nicht geschah. Ab Dezember 1943 wurde er als Fähnrich am nördlichen Teil der Ostfront eingesetzt, kurz darauf mit dem Eisernen Kreuz ausgezeichnet und erreichte den Rang eines Leutnants. Als die Wehrmacht ihren Rückzug vor der vorrückenden Roten Armee begann, wurde Feyerabend bei der Verkehrsregelung einer Kreuzung von drei Kugeln getroffen. Eine traf ihn an der Wirbelsäule, was ihn über ein Jahr lang an den Rollstuhl fesselte. „Ich verspürte keinen Schmerz, aber ich war überzeugt, daß meine Beine getroffen waren. Einen Augenblick sah ich mich im Rollstuhl an einer endlosen Bücherwand entlangfahren – ich war fast glücklich. Die Soldaten, die schleunigst aus dem Kampfgebiet kommen wollten, standen um mich herum, hoben mich auf einen Schlitten und zogen mich weg. Für mich war der Krieg vorbei.“ Er blieb teilweise gelähmt – war für den Rest seines Lebens auf eine Krücke angewiesen –, unfruchtbar und litt unter zeitweiligen Anfällen starker Schmerzen, die ihn zu teils immensem Medikamentenkonsum trieben.

### Studium und Beginn der akademischen Laufbahn
Nach seiner Verwundung wurde Feyerabend erst in ein Lazarett in der Nähe des niederschlesischen Hirschberg, anschließend ins thüringische Apolda überstellt, wo er sich mehr als ein Jahr lang erholte, das Kriegsende und die sowjetische Besatzung miterlebte. Nach Kriegsende bewarb er sich beim Bürgermeister von Apolda um eine Anstellung im Bildungsbereich und arbeitete anschließend als Autor von Reden, Dialogen und Theaterstücken – vor allem für den örtlichen Kindergarten. Später erhielt er im benachbarten Weimar ein Stipendium an der Musikhochschule und belegte dort Kurse in Italienisch, Harmonielehre, Gesang, Aussprache und Klavier. Er trat auch dem kommunistischen Kulturbund zur demokratischen Erneuerung Deutschlands bei. Das war – gemäß seinen eigenen Angaben – der einzige Verein, dem er jemals beitrat.
Nach einem Jahr verließ er die Musikhochschule sowie Weimar und kehrte 1947 nach Wien zurück, wo er ein Studium an der Universität aufnahm. Ursprünglich hatte er vor, Physik, Astronomie und Mathematik zu studieren, entschied sich aber für Geschichte und Soziologie; er wollte seine Kriegserlebnisse verstehen, außerdem dachte er, Physik habe „nichts mit dem Leben“ zu tun. Nach nur einem Semester wechselte er jedoch zu Physik und Astronomie und besuchte Kurse bei Hans Thirring, Hans Leo Przibram und Felix Ehrenhaft. In diese Zeit fielen auch seine Besuche der Vorträge Philipp Franks, der argumentierte, dass Aristoteles ein besserer Empiriker sei als Kopernikus. Dieses Argument verarbeitete Feyerabend Jahrzehnte später in seiner Fallstudie zu Galileo in Wider den Methodenzwang.
Für sein weiteres Leben wichtige Bekanntschaften machte er seit 1948 bei den vom Österreichischen College durchgeführten Internationalen Hochschulwochen in Alpbach, deren Forum er zeitlebens mehrfach besuchte. Hier lernte er u. a. Erwin Schrödinger, Walter Hollitscher, Hanns Eisler und nicht zuletzt Karl Popper kennen. Über den marxistischen Philosophen, Publizisten und Psychoanalytiker Hollitscher kam er in Kontakt mit Bertolt Brecht, der ihn einlud, sein Assistent an der Ostberliner Staatsoper zu werden, was Feyerabend jedoch ablehnte. Ein möglicher Grund war Feyerabends instinktive Abneigung gegen Gruppendenken, die ihn dazu veranlasste, sich entschieden zu weigern, neben dem Kulturbund weiteren marxistisch-leninistischen Organisationen beizutreten, obwohl er in diese Kreise durchaus freundschaftliche Verbindung unterhielt.
Als „Parallelaktion zu den Alpbacher Hochschulwochen“ organisierte Feyerabend mit Kommilitonen den sogenannten „Kraft-Kreis“ um den Wissenschaftsphilosophen Victor Kraft, der auch als „Dritter Wiener Kreis“ und „studentisches Pendant des alten Wiener Kreises“ bezeichnet worden ist. Die Diskussionen zwischen Studenten und Dozenten drehten sich Feyerabends Erinnerung zufolge zumeist um „das Problem der Existenz der Außenwelt“. In dieser Zeit übernahm Feyerabend zentrale Überzeugungen des logischen Empirismus: „Das war übrigens die Haltung bei all meinen Diskussionbeiträgen: die Wissenschaft ist die Grundlage des Wissens, Wissen ist empirisch, nicht-empirische Überlegungen sind entweder Logik oder Unsinn.“ Dort traf er auch Elizabeth Anscombe, die ihn dazu brachte, Ludwig Wittgenstein in den Kreis einzuladen. Zwischen 1949 und 1952 reiste Feyerabend durch Europa – besonders nach Skandinavien – und tauschte sich mit Philosophen und Wissenschaftlern aus, darunter Niels Bohr. Er heiratete in erster Ehe Jacqueline („um zusammen reisen und Hotelzimmer teilen zu können“), ließ sich scheiden und verwickelte sich in verschiedene Affären. Zyklen verliebter Erregung, Abhängigkeit, Isolation und erneuter Abhängigkeit prägten einen Großteil seines Lebens seine Beziehungen zu Frauen. Auch in dieser Zeit verfolgte er sein Interesse an der Oper, die er teils fünfmal in der Woche besuchte, und am Gesang (er nahm seinen Unterricht wieder auf, auch wenn seine Krücke eine Opernkarriere ausschloss). Der Opernbesuch und das Singen (er hatte eine ausgezeichnete Tenorstimme) blieben sein ganzes Leben lang gepflegte Leidenschaften. 1951 promovierte er unter der Betreuung von Victor Kraft mit einer Arbeit Zur Theorie der Basissätze.
Für die Jahre 1952–53 erhielt Feyerabend ein Stipendium des British Council in Cambridge, das er eigentlich bei Wittgenstein verbringen wollte. Da aber Wittgenstein im April 1951 starb, fiel Feyerabends Wahl auf Popper, der an der London School of Economics and Political Science lehrte. Trotz ihrer freundschaftlichen Bekanntschaft, die beide in Alpbach geschlossen hatten, verbrachten sie in London Feyerabends Erinnerung zufolge kaum Zeit miteinander. Stattdessen beschäftigte sich Feyerabend ausgiebig mit David Bohms und John von Neumanns Arbeiten zur Quantenmechanik sowie Wittgensteins späteren Arbeiten, darunter Bemerkungen zu den Grundlagen der Mathematik und besonders den Philosophischen Untersuchungen – die er als Manuskript von Anscombe übermittelt bekommen hatte. „In gewisser Weise“, so schreibt Feyerabend später über diese Zeit, „bin ich selber ein Wittgensteinianer geworden“. Er besuchte Poppers Vorlesungen über Logik und wissenschaftliche Methoden, die ihn zu der Überzeugung kommen ließen, dass Induktion irrational sei. Während dieser Zeit entwickelte er eine frühe Version seiner Theorie der Inkommensurabilität, die er für eine Trivialität hielt, wurde jedoch von Popper, H.L.A. Hart, Peter Geach und Georg Henrik von Wright zur Weiterentwicklung ermutigt. In London machte er auch Bekanntschaft mit J.O. Wisdom, Joseph Agassi und Martin Buber. Nachdem er das Angebot Poppers abgelehnt hatte, im Anschluss an das Stipendium dessen Assistent zu werden, kehrte Feyerabend nach Wien zurück. Dort verkehrte er mit Viktor Frankl und Arthur Pap, der ihm eine Stelle als wissenschaftlicher Mitarbeiter an der Universität Wien anbot. Über ihn lernte er auch Herbert Feigl kennen. Während dieser Zeit arbeitete Feyerabend an der deutschen Übersetzung von Poppers Buch Die offene Gesellschaft und ihre Feinde.

### Von Bristol nach Berkeley
1955 bewarb sich Feyerabend mit Referenzschreiben von Popper und Schrödinger erfolgreich um eine Dozentur an der University of Bristol, wo er eine Vorlesung über Wissenschaftstheorie zu halten hatte, und begann seine akademische Laufbahn. Auch wenn diese Stelle nicht zuletzt Poppers Einfluss zu verdanken war, zeigten sich nach Feyerabend erste Brüche zwischen ihnen und Poppers Schülern: John Watkins „ging mit ernstem Gesicht auf und nieder und hielt mir eine Strafpredigt, weil ich ein schlechter Popperianer war: zu wenig Popper im Text meiner Aufsätze und schon gar keinen Popper in den Fußnoten. Als ich ihm dann im Detail erklärte, daß man an einigen Stellen doch ein bißchen Popper herauslesen konnte, gab er einen Seufzer der Erleichterung von sich, führte mich ins Wohnzimmer und erlaubte mir zu essen.“ 1956 lernte er Mary O’Neill kennen, die seine zweite Frau wurde – eine weitere Liebesbeziehung, die bald in einer Trennung endete. Nachdem Feyerabend 1957 auf dem Symposium der Colston Research Society in Bristol einen Artikel über das Messproblem vorgestellt hatte, wurde er von Michael Scriven an die University of Minnesota und das dortige Minnesota Center for Philosophy of Science eingeladen. Dort tauschte er sich mit Herbert Feigl, Ernst Nagel, Wilfred Sellars, Hilary Putnam und Adolf Grünbaum aus.
1958 erfolgte Feyerabends Anstellung an der University of California in Berkeley, das für über 30 Jahre zu seinem Hauptwohnsitz wurde. Einen Großteil seiner ersten Jahre in den Vereinigten Staaten verbrachte er am Minnesota Center for Philosophy of Science, wo er eng mit Herbert Feigl und Paul Meehl zusammenarbeitete. Unter den Bekanntschaften waren zum einen viele alte Vertreter des Wiener Kreises wie Herbert Feigl und Carl Gustav Hempel, zum anderen jüngere Vertreter der amerikanischen analytischen Philosophie wie John Searle und Hilary Putnam. 1965 veröffentlichte Feyerabend seine erste ausführliche wissenschaftstheoretische Schrift, Problems of Empiricism. Dieser lange Essay enthält bereits viele radikale Überlegungen, basiert jedoch auf einem philosophischen Realismus und führte Feyerabend noch nicht zu einer unbedingten Konfrontation mit der zeitgenössischen Wissenschaftsphilosophie. In Kalifornien lernte er Rudolf Carnap kennen und freundete sich mit ihm an. Auch seine Bekanntschaft mit Alfred Tarski fällt in diese Zeit, ebenso seine dritte Ehe.
Parallel hatte er im Laufe seines akademischen Lebens verschiedene – meist kurze – Anstellungen inne, u. a. am University College London (1967–1970), der London School of Economics (1967), der FU Berlin (1968), der Yale University (1969) der University of Auckland (1972, 1975) und der University of Sussex (1974). Die letzten zehn Jahre seiner akademischen Laufbahn spielten sich hauptsächlich in Berkeley und an der ETH Zürich (1980–1990) ab. Daneben hielt er Vorlesungen und Vortragsreihen an der University of Minnesota (1958–1962), der Stanford University (1967), der Universität Kassel (1977) und der Università degli Studi di Trento (1992).

### Der Anarchist in der Wissenschaftstheorie
In Berkeley hielt Feyerabend vorerst hauptsächlich Vorlesungen über allgemeine Philosophie und Wissenschaftstheorie. Doch zunehmend nahm das politische Klima Berkeleys und der San Francisco Bay Area Einfluss auf seine Vorlesungen und Seminare: 1964 machte die Free Speech Movement Berkeley zum linksrevolutionären Zentrum der USA, drei Jahre später war die Hippiebewegung im benachbarten San Francisco mit dem Summer of Love auf ihrem Höhepunkt angelangt. Feyerabend hat in seinen Schriften immer wieder betont, dass die Erfahrungen mit den politischen Bewegungen und der Multikulturalität der Bay Area seine philosophischen Gedanken stark geprägt haben. So erklärt er etwa in Bezug auf die multikulturelle Studentenschaft: „Wer war ich, um diesen Menschen zu erklären, was und wie sie denken sollten? Ich hatte keine Ahnung von ihren Problemen, obwohl ich wusste, dass sie viele Probleme hatten. Ich kannte nicht ihre Interessen, ihre Gefühle, ihre Ängste, ihre Hoffnungen […]. Denn diese Aufgabe [gemeint ist das Dozieren der Tradition des westlichen Rationalismus] war die eines gebildeten und vornehmen Sklavenhalters. Und ein Sklavenhalter wollte ich nicht sein.“ Während der Studentenrevolution erweiterte sich seine Themenwahl ins Politische, er hielt Vorträge über Revolutionäre (Lenin, Mao, Mill und Cohn-Bendit) und lud Aktivisten der Studentenbewegung wie Lenny Bruce und Malcolm X zu Gastvorträgen zu verschiedenen Themen ein, darunter zu Schwulenrechten, Rassismus und Hexerei. Er unterstützte die Studenten, unterstützte jedoch keine Studentenstreiks. John Searle versuchte, Feyerabend von seinem Amt zu entlassen, weil er Vorlesungen außerhalb des Campus hielt, um, nach eigener Aussage, die Diskussionskultur der Alpbacher Hochschulwochen nach Berkeley zu bringen.
Da Feyerabend in den 1960ern ein „hochgehandelter Markenartikel“ sowie gleichzeitig „rastlos“ und unzufrieden mit seiner neuen Heimat, der „Kulturwüste Berkeley“, war, nahm er zahlreiche – meist nur kurzzeitig wahrgenommene – Berufungen an verschiedene Universitäten weltweit an, während er seine Position in Berkeley bis zur Emeritierung innehatte. So verbrachte er ab 1968 zwei Semester in Yale, wo er das Gefühl hatte, dass die meisten Dozenten und Studenten über keine „eigenen Ideen“ verfügten. Unbeliebt bei den verschiedenen Universitätsleitungen – und einigen Studenten – machte er sich, da er die Eigenheit pflegte, jeden Teilnehmer seiner Veranstaltungen mit Bestnote zu bewerten – teilweise ohne jede Anwesenheitspflicht, teils zu erreichen durch ein Referat eigener Themenwahl. Außerdem forderte er die Studenten seiner Grundstudiengänge dazu auf, etwas Nützliches zu kreieren, etwa Möbel oder Kurzfilme, statt Hausarbeiten oder Prüfungen zu schreiben. 1968 übernahm er auf Werben Jacob Taubes’ einen neu eingerichteten Lehrstuhl für Wissenschaftsphilosophie an der FU Berlin und gleichzeitig eine Professur in Auckland an. In Berlin, wie Berkeley und London, wo er ebenfalls in diesen Semestern lehrte, eine Hochburg der Studentenproteste, sah er sich mit dem „Problem“ konfrontiert, dass ihm zwei Sekretärinnen, vierzehn Assistenten und ein stattliches Büro mit antiken Möbeln und einem Vorraum zugeteilt wurden:
„Mein ganzes Leben hindurch war ich unabhängig gewesen. Auch als Professor hatte ich meine Lebensweise nicht geändert. Ich schrieb alle Briefe selbst, und zwar inklusive der offiziellen Korrespondenz, ich trug sie selbst zur Post, und natürlich schrieb ich auch alle meine Bücher und Artikel selber, vom ersten Entwurf bis zum endgültigen Text. […] Die Sekretärinnen wurden bald von meinen anderen Kollegen und den Assistenten in Anspruch genommen. Zu meinen Mitarbeitern sagte ich: ‚Ich habe 80000 Mark bekommen, um eine neue Bibliothek zu kaufen. Kaufen Sie alle Bücher, die Sie wollen, und leiten Sie so viele Seminare, wie Sie wollen. Fragen Sie mich nicht. Handeln Sie unabhängig‘. Die meisten Assistenten waren Revolutionäre, zwei von ihnen wurden sogar von der Polizei gesucht. Aber sie kauften nicht Che Guevara, Mao oder Lenin, sondern Bücher über Logik. ‚Wir müssen lernen, wie man richtig denkt‘, sagten sie. Als ob die Logik irgend etwas damit zu tun hätte.“
Während seiner Lehrtätigkeit an der London School of Economics lernte Feyerabend Imre Lakatos kennen, der während Feyerabends Vorlesungen, die er vom benachbarten Büro mitverfolgte, oft einsprang und begann, rationalistische Argumente gegen Feyerabends anarchistische Provokationen zu verteidigen. Die beiden „unterschieden sich in ihrer Einstellung, ihrem Charakter und ihren Ambitionen“, wurden aber sehr enge Freunde. Sie trafen sich oft in Lakatos’ luxuriösem Haus in Turner Woods, zu dem auch eine beeindruckende Bibliothek gehörte. Lakatos hatte das Haus zu Repräsentationszwecken gekauft und Feyerabend machte sich oft darüber lustig. Dem (groß)bürgerlichen Gehabe Lakatos’ entzog er sich des Öfteren, indem er Lakatos’ Frau nach gemeinsamen Abendessen beim Geschirrspülen half, anstatt sich in der Bibliothek auf wissenschaftliche Debatten mit „wichtigen Gästen“ einzulassen. „Mach dir keine Sorgen“, sagte Imre dann zu seinen Gästen, „Paul ist ein Anarchist.“ Lakatos und Feyerabend planten, einen Dialogband – For and Against Method – zu schreiben, in dem Lakatos eine rationalistische Sicht der Wissenschaft und den Falsifikationismus Poppers – in einer „raffinierten Variante“ – verteidigen und Feyerabend sie angreifen würde. Diese geplante gemeinsame Veröffentlichung wurde durch den plötzlichen Tod von Lakatos 1974 zunichte gemacht. Feyerabend wurde sich zunehmend der Begrenztheit von Theorien – egal wie gut durchdacht – im Vergleich zu den detaillierten, eigenwilligen Fragestellungen und Problemlösestrategien der wissenschaftlichen Praxis bewusst. Die „Armut des abstrakten philosophischen Denkens“ der ihn umgebenden Wissenschaftsphilosophen motivierte ihn, die „Collage“ aus „Beschreibungen, Analysen und Argumente[n]“, die er für das Projekt mit Imre Lakatos konzipiert hatte, unter dem Titel Wider den Methodenzwang (Against Method. Outline of an anarchistic Theory of Knowledge) als Monographie zu veröffentlichen. Das Buch machte Feyerabend mit dem Slogan „anything goes“ über die Grenzen der Wissenschaftstheorie bekannt. In einer der positiveren Rezensionen des Buches finden sich häufig angeführte Bedenken: „Wider den Methodenzwang ist ein gutes Buch, vielleicht sogar ein großes. Es ist voll mit Widersprüchen, Über- und Untertreibungen und genügend Ad-hominem-Angriffen, um sogar dem liberalsten Studenten einen rhetorischen Hirnschlag zu verpassen.“ Er wollte die Aufmerksamkeit philosophischer Betrachtung der Wissenschaft auf die wissenschaftliche Praxis und Historie lenken und nicht auf die leeren Erklärungen der Logiker wie Popper. Dieser Ansatz wurde von den „Intellektuellen“ der akademischen Klasse hart kritisiert, was ihn zunehmend isolierte. In Wider den Methodenzwang argumentierte er außerdem dafür, dass Wissenschaftler unter der Kontrolle der größeren Öffentlichkeit arbeiten sollten – Ansichten, die ebenfalls für Missfallen in akademischen Kreise sorgten. Darüber hinaus betonte Feyerabend, dass „wissenschaftlicher Jargon“ – wörtlich gelesen, Wort für Wort, nicht nur „Unsinn“, wie John Austin herausfand, „sondern auch Unmenschlichkeit offenbaren konnte“. Mit den Dadaisten erkannte Feyerabend, wie er in seinem Aufsatz zum absurden Theater Ionescos, Theater als Ideologiekritik, schreibt,
dass das „Überleben des Dogmatismus in Wissenschaft und Philosophie […] zum Teil historische Gründe [hat]. Der Dadaismus und die ihm verwandten Strömungen des Kubismus, Surrealismus, Expressionismus bleiben auf die Kunst beschränkt. In der Philosophie, in der Mathematik, in der Physik machte man sich nach den Katastrophen der Jahrhundertwende […] sofort wieder daran, aufzubauen und soviel wie nur möglich von der alten Sicherheit wiederzugewinnen. Nur in der Kunst wurde die Kritik ganz bewußt und radikal zur Auflösung der einfachsten Elemente der Darstellung und der Mitteilung getrieben. Daß es sich dabei um Kritik handelte, vor allem um Ideologiekritik und nicht einfach um den Selbstausdruck unartikulierter, aber doch eingebildeter Menschen, sieht man sofort, wenn man etwa die theoretischen Essays der frühen Dadaisten liest.“
In seiner Autobiographie beschreibt Feyerabend, dass die Gemeinschaft der „Intellektuellen“ bis zur Veröffentlichung von Wider den Methodenzwang „ein gewisses Interesse für mich [zeigte]. Sie hoben mich auf ihre Höhen herauf, warfen einen kurzen Blick auf mich und ließen mich wieder fallen. Zuerst maßen sie mir mehr Bedeutung bei, als ich mir jemals zugeschrieben hatte, dann zählten sie meine Mängel auf und setzten mich wieder dort ab, wo sie mich hergeholt hatte. Das verwirrte mich.“ In den Jahren nach der Veröffentlichung von Wider den Methodenzwang und den darauf folgenden kritischen Rezensionen – von denen einige ebenso vernichtend wie oberflächlich waren – litt er unter Krankheitsanfällen und Depressionen. Während er bei der klassischen Medizin keine Hilfe fand, verschafften alternative Therapien (z. B. chinesische Kräutermedizin, Akupunktur, Diät, Massage) eine gewisse Linderung. Plötzlich fand sich Feyerabend in der Rolle des Hauptgegners der etablierten wissenschaftsphilosophischen Ansätze wieder. Er hatte offenbar nicht mit einer so breiten und heftigen Reaktion gerechnet und empfand die oft scharfe Ablehnung seines Werkes als verletzend: „Mein Privatleben war ein Scherbenhaufen, ich war ohne Schutz. Ich habe oft gewünscht, daß ich dieses verfluchte Buch [englisch: ‘fucking book’] nie geschrieben hätte.“ Als Reaktion auf die Kritik entstand Erkenntnis für freie Menschen, ein Buch, das selbst wiederum scharfe Angriffe und ein leidenschaftliches Bekenntnis zum Relativismus enthielt. Zudem vertiefte Feyerabend seine politischen Überlegungen, die gegen die Macht moderner Technik und Wissenschaft gerichtet waren.
Feyerabend äußerte in Erkenntnis für freie Menschen (1978) die Ansicht, dass wissenschaftliche Fachkenntnisse teilweise durch die unnötige Verwendung von Fachjargon und Fachsprache übertrieben wurden und dass viele Beiträge zur Wissenschaft von Laien geleistet wurden. Anstatt zwischen „Experten“ und „Laien“ zu unterscheiden und erstere zu privilegieren, unterscheidet Feyerabend zwischen „Verrückten“ und respektablen Forschern, was eher durch die Tugenden der Forscher als durch ihre Referenzen definiert wird.

### Späte Jahre
1979 erhielt Feyerabend eine Professur für Philosophie an der Eidgenössischen Technischen Hochschule in Zürich, die er bis zu seiner Emeritierung innehatte. Nach zwei Gastsemestern 1978/79 an der Universität/Gesamthochschule Kassel, in denen er sein Buch Erkenntnis für freie Menschen schrieb, lehrte Feyerabend seit 1980 abwechselnd in Berkeley und an der ETH. Diese Zeit bezeichnet er als „zehn wundervolle Jahre“ seines Lebens. An der ETH hielt er gut besuchte Vorlesungen, unter anderem über Platons Dialoge Theaitetos, Timeaus und die Physik des Aristoteles. Zusammen mit seinem Mitarbeiter Christian Thomas veranstaltete er verschiedene Seminarreihen – auch für die nichtakademische Öffentlichkeit.
Nach dem Erdbeben von San Francisco 1989 wurde Feyerabend von der Universität Berkeley emeritiert und verließ die USA endgültig, ein Jahr später folgte die Emeritierung von der ETH. „Ich vergaß die 35 Jahre meiner akademischen Karriere fast so schnell wie ich den Militärdienst vergessen hatte. Heute fällt es mir schwer zu glauben, daß ich noch vor fünf Jahren an zwei wissenschaftlichen Institutionen, einer in Europa, einer in Kalifornien, unterrichtet habe.“ Feyerabend hielt weiterhin Vorträge – vielfach in Italien –, veröffentlichte Aufsätze und Buchrezensionen für Common Knowledge und arbeitete an Vernichtung der Vielfalt und seiner Autobiographie Zeitverschwendung (Englischer Titel: Killing Time). Schreiben wurde für ihn „zu einer ‚vergnüglichen Tätigkeit‘, fast wie das Komponieren eines Kunstwerks“.
1983 lernte er Grazia Borrini kennen, die seine vierte und letzte Frau werden sollte. Sie heirateten 1989. Feyerabend behauptet, dass er durch Grazia die Bedeutung der Liebe verstanden und einen vertrauensvollen Zugang zu Menschen gelernt habe. Er blieb in Meilen in der Schweiz, wo er mit Beginn seiner Tätigkeit an der ETH ansässig geworden war, verbrachte aber oft Zeit mit seiner Frau in Rom. Am 11. Februar 1994 starb Feyerabend im Alter von 70 Jahren an einem Glioblastom im schweizerischen Genolier am Genfersee. Er ist in seinem Familiengrab auf dem Südwestfriedhof (Gruppe 10A, Reihe 3, Nummer 17) in Wien begraben. Die letzten Sätze in Zeitverschwendung lauten:
„Vielleicht sind dies meine letzten Tage. […] Ich möchte, daß nach meinem Ableben nicht Aufsätze und nicht letzte philosophische Erklärungen vor mir zurückbleiben, sondern Liebe. […] Das ist es, was ich mir wünsche: nicht daß mein Geist weiterlebt, sondern allein die Liebe.“

## Philosophie
Bekannt wurde Feyerabend durch seinen wissenschaftstheoretischen Anarchismus. Nach ihm lassen sich keine universellen und ahistorischen wissenschaftlichen Methoden formulieren, produktive Wissenschaft müsse vielmehr Methoden nach Belieben verändern, einführen und aufgeben dürfen. Zudem gebe es keine allgemeinen Maßstäbe, mit denen verschiedene wissenschaftliche Methoden oder Traditionen bewertet werden könnten. Das Fehlen allgemeiner Bewertungsmaßstäbe führt ihn zu einem philosophischen Relativismus, nach dem keine Theorie allgemein wahr oder falsch ist. Er wird zu einem entscheidenden Akteur der „historischen Wende“ in der Wissenschaftsphilosophie gezählt, dessen Arbeiten einen deutlichen Einfluss auf einen Großteil der zeitgenössischen Wissenschaftsphilosophie und -geschichte, der Wissens- und Wissenschaftssoziologie sowie nicht zuletzt auch der Politischen Philosophie ausübten. 
Sein Schauspieltalent und seine, wie er es nannte, „Wiener Frivolität“ sorgten dafür, dass seine Vorträge äußerst gut besucht waren und internationale Aufmerksamkeit erregten. Seine facettenreiche Persönlichkeit wird in einem Nachruf von Ian Hacking zusammengefasst: “Humanists, in my old-fashioned sense, need to be part of both arts and sciences. Paul Feyerabend was a humanist. He was also fun.” (Humanisten müssen in meinem altmodischen Sinne sowohl Teil der Künste als auch der Wissenschaften sein. Paul Feyerabend war ein Humanist. Außerdem war er lustig.)

### Wissenschaftsphilosophie

#### Zeit des Kraft-Kreises
Rückblickend charakterisiert sich Feyerabend in der Zeit seines Studiums und seiner Doktorarbeit als „hirnloser (wenn auch nicht wortloser) Positivist“. Auch wenn er bereits in seiner Dissertation, Zur Theorie der Basissätze, die epistemologische Brauchbarkeit dieser Sätze für den wissenschaftlichen Fortschritt, die im Logischen Empirismus bzw. Positivismus die Basis wissenschaftlichen Erkenntnisgewinns bilden, anzweifelt. In seinem Gutachten fasst Doktorvater Victor Kraft das Ergebnis der Dissertation so zusammen: „[D]er Verf. [wendet sich] in ausführlicher Kritik gegen die überwiegend vertretene Anschauung, dass die Wahrnehmungsaussage das logische Fundament der Erkenntnis bildet. Er weist die unentbehrliche Voraussetzung auf, dass immer eine Theorie die Grundlage für die Verwertung einer Wahrnehmungsaussage herstellt; nur innerhalb einer Theorie erhält diese eine bestimmte logische Funktion.“ In Versuch einer realistischen Interpretation der Erfahrung (1958), ein Text, der in Teilen als Zusammenfassung seiner unveröffentlichten Dissertation gelesen werden kann, erörtert Feyerabend diesen Gedanken entlang einer Widerlegung der Stabilitätsthese, also jener Ansicht, „daß Interpretationen […] nicht vom Stand unserer theoretischen Erkenntnis abhängen“ und fasst dagegen zusammen, dass „[d]ie Interpretation einer Beobachtungssprache […] durch die Theorien bestimmt [ist], die wir verwenden, um das zu erklären, was wir beobachten, und sie ändert sich, sobald sich die Theorien ändern“. Zu Beginn seiner wissenschaftstheoretischen Laufbahn vertrat Feyerabend demnach in gewissem Sinne die Ansichten Karl Poppers bzw. des Kritischen Rationalismus. Seine frühen Texte kritisierten den von positivistischer Seite behaupteten Dualismus von Theorie- und Beobachtungssprache und die Annahme, es gebe atheoretische, d. h. nicht theoriegetränkte Beobachtungsbegriffe. Aus dem Erfordernis kontra-induktiver und kontra-intuitiver Widerlegungsversuche leitete er ab, dass die Prüfung durch alternative Theorien einen Theorienpluralismus benötige.
Feyerabends Ideen eines dialektischen Verhältnisses von Theorie und Praxis entwickeln sich entscheidend durch die Lektüre der Philosophischen Untersuchungen Wittgensteins. So kommen ihm „die ersten Zweifel an der Identifizierung von Wissenschaften mit den expliziten Zügen von Theorien (d.h. an der Gleichung: Wissenschaft = Satzsystem, die ich noch in meiner Dissertation verwendete) […], als ich im Jahre 1950 Wittgensteins Philosophische Untersuchungen im Manuskript las“. Diese Zweifel drückte er in entsprechenden Publikationen vorerst jedoch „noch immer abstrakt, in der Form von begrifflichen Problemen (Inkommensurabilität; ‚subjektive‘ Elemente der Theorie der Erklärung)“, also der nichtexistenten Trennung von Beobachtungs- und Rechtfertigungskontext, aus. „Wittgensteins Betonung konkreter Forschung und meine Einwände gegen abstraktes Gerede (‚denke nicht, schau‘)“ standen zwar noch „im Konflikt“ mit seinen „eigenen rationalistischen Tendenzen“, doch sollten diese gerade während der ausgiebigen Lektüre der Untersuchungen zunehmend verschwinden. „Es dauerte ein ganzes Jahr, bis ich für die Aphorismen Wittgensteins eine Ordnung gefunden hatte, die die ‚systematische‘ Darstellung und Kritik seiner Ideen erlaubte.“
„Wittgenstein macht es klar, daß eine Praxis wie die Praxis des Denkens/Handelns/Redens/Plänemachens in einer bestimmten Kultur sich durch abstrakte Begriffe und Beschreibungen weder darstellen, noch lenken läßt, und zwar vor allem darum, weil jede Regel, die man zu solch einer äußeren Umformung einsetzen möchte, nur dann sinnvoll wird, wenn sie eng mit der Praxis verbindet und dadurch einer Erfassung durch einfache und klar aufgebaute Begriffe und Maßstäbe entzieht: ist ein Maßstab wirksam, dann ist sein Inhalt viel komplizierter, als seine Formulierung es vermuten läßt. Läßt sich umgekehrt sein Inhalt mit Hilfe einfacher Schlagworte erfassen, dann wird eine interessante Praxis von ihm kaum auf fruchtbare Weise gefördert werden, und das selbst dann nicht, wenn sich die verwendeten Schlagworte mit anderen Schlagworten zu einem schönen philosophischen System zusammenfügen […]. Im Falle der Wissenschaften bedeutet das, daß methodologische Überlegungen nur im Zusammenhang mit konkreten Problemen sinnvoll sind: die Methodologie ist ein komplizierter Teil der wissenschaftlichen Praxis, nicht ein über ihr stehender Richter. Mehr verschroben ausgedrückt: fruchtbare Methodologie ist forschungsimmanent, nicht forschungstranszendent.“

#### Empirismus, Pluralismus und Inkommensurabilität
Ein Großteil von Feyerabends Texten vom Ende der 1950er bis Ende der 1960er Jahre widmet sich Fragen der wissenschaftlichen Methodologie. Insbesondere empiristische Ansätze kritisiert er in dieser Zeit. Einer seiner Kritikpunkte betrifft die im Empirismus grundlegende Unterscheidung zwischen Beobachtungs- und Theoriesprache bzw. -begriffen, die er auch schon in seiner Dissertation kritisierte. Um den Empirismus zu ersetzen, propagierte Feyerabend einen theoretischen Pluralismus als methodische Regel für wissenschaftlichen Fortschritt. Aus dieser Sicht erhöht die Verbreitung neuer Theorien die Überprüfbarkeit früherer Theorien, die möglicherweise durch Beobachtungen gut etabliert sind, da die Fehlerhaftigkeit einer Theorie ohne die Erfindung einer alternativen Theorie, „ohne Kontrast“, nicht aufgedeckt werden könne. Daneben beinhaltet Feyerabends Pluralismus ein „Prinzip der Bewährung“. Dieses Prinzip ermögliche es Wissenschaftlern, Theorien unabhängig von den damit verbundenen theoretischen und empirischen Problemen zu verfolgen. Beispiele für Probleme könnten widerspenstige Beweise, theoretische Paradoxien oder Inkonsistenzen mit benachbarten Theorien oder der Theorie widersprechende Beobachtungen sein. Feyerabend teilt diesen Gedanken mit Thomas Kuhn, der betont, dass der Blick in die Wissenschaftsgeschichte zeige, dass ohne eine solche Beharrlichkeit alle bisherigen Theorien aufgegeben hätten werden müssen. Dieses Prinzip ergänzt in Feyerabends Methodologie das „Prinzip der Proliferation“, das dazu rät, so viele alternativen Theorien wie möglich zu erfinden, damit diese Theorien zu plausiblen Konkurrenten momentan als gültig anerkannter Theorien werden können.
In seinem Text Empirismus, Reduktion und Erfahrung (1962) skizziert Feyerabend seine Theorie der Inkommensurabilität. Diese Besprechung der Inkommensurabilität erschien im selben Jahr wie Kuhns Diskussion der Inkommensurabilität in Die Struktur wissenschaftlicher Revolutionen. Auch wenn beide ihre Ansätze unabhängig voneinander, aus anderen Zugängen – Feyerabend aus der Wissenschaftstheorie, Kuhn aus der Wissenschaftsgeschichte – entwickelten, zeigen sich deutliche Parallelen in ihrer Idee von Inkommensurabilität. Dies erklärt sich nicht zuletzt durch zahlreiche Diskussionen, die beide in den frühen 1960ern in Berkeley führten und die als Keimzelle des ‚historical turn‘ verstanden werden kann. Laut Feyerabends Vorstellung von Inkommensurabilität beinhalten einige Fälle von Theorieänderungen keine Nachfolgetheorie, die ihren Vorgänger als Grenzfall beibehält. Mit anderen Worten: Wissenschaftlicher Fortschritt bedeute nicht immer, eine Theorie zu entwickeln, die eine Verallgemeinerung und/oder Verbesserung der vorherigen Theorie darstellt. So kann eine Nachfolgetheorie formal nicht mit der vorherigen Theorie übereinstimmen, die denselben Phänomenbereich zu erklären versucht. Darüber hinaus können alte und neue Theorie einen unterschiedlichen empirischen Inhalt umfassen und daher nicht anhand derselben Reihe von Beobachtungsaussagen verglichen werden. Als Reaktion auf die Kritik an dieser Position stellt Feyerabend klar, dass es andere Möglichkeiten gebe, Theorien zu vergleichen, beispielsweise den Vergleich der Strukturen unendlicher Mengen von Elementen, um Isomorphismen zu erkennen, den Vergleich „lokaler Grammatiken“. Inkommensurabilität entstehe nur, wenn Wissenschaftler die Entscheidung treffen, Theorien realistisch zu interpretieren und letztlich zu universalisieren. Praktisch-instrumentell interpretierte Theorien könnten nach Feyerabends Ansicht nicht inkommensurabel sein. Bedenken (und Ängsten) hinsichtlich einer Ghettoisierung vermeintlich inkommensurabler Theorien sei weniger ein Problem für die wissenschaftliche Praxis als vielmehr „für einen außerhalb stehenden Beobachter […], nicht für die Beteiligten, die, einen Konflikt bemerken, jederzeit und ohne seine Erlaubnis beginnen können, sich zu streiten. Die streitenden Parteien – nennen wir sie A und B – brauchen keine gemeinsamen Elemente zu besitzen (Bedeutungen, Intentionen, Propositionen), die sich aus dem Zusammenhang lösen und unabhängig vom Prozeß des Streitens analysieren lassen. Gäbe es solche Elemente, so entstünde doch wieder die Frage, wie sie das Menschenleben beeinflussen können, und zwar auf die besondere Weise, in der eine Behauptung, eine These oder eine Überzeugung das Bewusstsein und das Handeln beeinflussen, wo sie doch außerhalb dieses Lebens existieren. Nötig ist, daß A den Eindruck einer Gemeinsamkeit mit B hat und entsprechend handelt, daß ein Semantiker C, der A und B untersucht, eine Theorie über die Natur und die Auswirkungen der Gemeinsamkeit entwickelt kann und daß A und B beide den Eindruck haben, die Theorie enthalte eine genaue Beschreibung ihrer Situation. Aber sogar diese Annahme geht zu weit. A und B können auch ohne C gut miteinander auskommen.“
Feyerabend meint, dass es eine ständige Kommunikationsmöglichkeit zwischen Vertretern verschiedener Theorien und ihnen zugrundeliegenden kosmologischen Weltbildern geben kann, solange der Fokus auf die Lösung gemeinsamer praktischer Probleme im „Prozeß des Streitens“ gelegt werde. Versuchen Vertreter verschiedener Theorien jedoch diese Probleme aus einer Meta- oder Fundamentalperspektive zu diskutieren, werden sie zu keiner Verständigung und folglich keiner Einigung gelangen können, da ihre kosmologischen Hintergrundannahmen inkommensurabel sind: „[W]ir können versuchsweise sagen, eine Theorie sei inkommensurabel mit einer anderen Theorie, wenn ihre ontologischen Konsequenzen den ontologischen Konsequenzen der letzten widersprechen.“ Aber da Traditionen und ihre Kosmologien keine abgeschlossenen Gebilde, keine fertigen Gehäuse seien, bedeute „Inkommensurabilität nicht, daß die [sie] völlig voneinander getrennt sind. […] Schwierigkeiten bestehen für gewisse philosophische Theorien (der Erklärung, Reduktion, Wahrheitsnähe, Gehaltszunahme) – nicht für die […] Praxis“.

#### Auseinandersetzung mit Popper
Ab Mitte der 1960er Jahre distanzierte sich Feyerabend sowohl privat wie intellektuell von Popper. Es gibt große Kontroversen über den Ursprung dieser Auseinandersetzung. Joseph Agassi behauptet, dass dies durch die Studentenbewegung verursacht wurde, die Feyerabends Schritt in Richtung des in den 1970er Jahren verteidigten erkenntnistheoretischen (und politischen) Anarchismus förderten. Feyerabends Freund Roy Edgley behauptet, dass Feyerabend sich bereits Mitte der 1950er Jahre von Popper distanzierte, als er nach Bristol und dann nach Berkeley ging und stärker von Thomas Kuhn und dem Marxismus von David Bohm beeinflusst wurde. Feyerabend selbst betonte immer wieder, nie ein Schüler Poppers gewesen zu sein, sondern die zeitlebens geführte Diskussion mit kritischen Rationalisten wie Lakatos oder Hans Albert als Diskussionen mit Freunden und nicht mit Zugehörigkeit zu dieser „Kirche“ verstanden habe.
„Ich habe übrigens inzwischen entdeckt, warum ich auf die Popperei so sauer reagiere (ich weiß nicht, ob ich Recht habe, aber ich glaube schon). Da wird nämlich immer persönliche Freundlichkeit verwechselt mit Beitritt zur Kirche. Mit Popperianern habe ich mich unterhalten; auf ihre Probleme bin ich eigegangen, in ihrer Sprache habe ich mit ihnen gesprochen, weil sie eben meine Freunde waren. Aber meine Freunde waren sie ja nicht, denn die Freundschaft haben sie gar nicht erkannt. Sie haben sie sofort als Loyalitätserklärung zu den Grundsätzen der Kirche aufgefaßt und als solche publiziert.“
Ob Popperianer oder nicht, in jedem Fall vertrat Feyerabend zu Beginn seiner wissenschaftlichen Laufbahn Ansichten Poppers bzw. des Kritischen Rationalismus. Seine Beiträge kritisierten den von positivistischer Seite behaupteten Dualismus von Theorie- und Beobachtungssprache und die Annahme, es gebe atheoretische, d. h. nicht theoriegetränkte Beobachtungsbegriffe. Aus dem Erfordernis kontra-induktiver und kontra-intuitiver Widerlegungsversuche leitete er ab, dass die Prüfung durch alternative Theorien einen Theorienpluralismus benötige. Um 1965 radikalisierte sich Feyerabends Wissenschaftsauffassung; fortan verstand er wissenschaftliche Vernunftkriterien nur noch als eine mögliche Alternative unter vielen („anything goes“). Feyerabend trat nun als Kritiker des Rationalismus auf, insbesondere der vorherrschenden Wissenschaftstheorie und Methodologie. So bezeichnete er etwa den Kritischen Rationalismus zuweilen als „Law-and-Order-Rationalismus“. Feyerabend rebellierte gegen einen von ihm wahrgenommenen orthodoxen Dogmatismus der Wissenschaft, wobei er bewusst provokativ äußerte, Regentänze seien genauso gut wie Wettervorhersagen, Wahlprognosen nicht besser als Astrologie. Feyerabend sah Wissenschaft, neben beispielsweise Religion oder Kunst, nur als eine von vielen Möglichkeiten, Erkenntnis zu gewinnen. Den verschiedenen Zugängen zur Wahrheit eine feste Wertigkeit zuzuordnen, ist nach Feyerabend nicht möglich, teilweise auch deswegen, weil diese Wahrheitszugänge untereinander inkommensurabel seien.
Deutlich zeigt sich der Bruch mit Popper durch Feyerabends Hinwendung zur Wissenschaftsgeschichte, die, wie er betont, auch von der wittgensteinschen Hinwendung zur Praxis („Denke nicht, schau!“) beeinflusst worden sei. Wittgensteins „Bemerkungen zur Rolle von Formeln und seine Kritik der Idee, daß diese Formeln eine komplexe und in der Zeit ausgedehnte Praxis in einen einfachen Gedanken zusammenfassen und so verständlich machen“, würden „alle positivistischen Versuche, die Geisteswissenschaften ‚theoretisch‘ zu erfassen – Poppers elendes Elend des Historizismus eingeschlossen“, widerlegen.
Feyerabend vertritt eine andere Auffassung des Begriffs „rational“ als Popper. Nach Feyerabend funktioniert auch die Wissenschaft anders, als Poppers methodologische Untersuchungen dies nahelegten: Wissenschaftler stellen selbst fest, nach welchen Maßstäben eine bestimmte Wissenschaft abzulaufen hat, und wann es erforderlich ist, nicht nur Theorien, sondern auch methodologische Grundsätze und Regeln abzuändern oder auszuwechseln. Feyerabend liest die Wissenschaftsgeschichte gegen Poppers „Strich“; er belegt an vielen Beispielen, dass sich Wissenschaftler in Wirklichkeit häufig nicht an feste Regeln halten und dennoch oder gerade deswegen zum Erfolg gelangen. Besser, als sich auf die Schaffung einer bestmöglichen Methodologie zu konzentrieren, sei es demnach, sich grundsätzlich opportunistisch zu verhalten, überspitzt formuliert bedeutet das: anything goes! Feyerabends Anarchismus verkündet nicht die Regellosigkeit oder das Chaos als Zielsetzung, sondern fordert neben einem Theorienpluralismus genauso einen Pluralismus der Methoden unter der Flagge eines Methodenanarchismus. In diesem Sinne lehnt Feyerabend Poppers vermeintliche Lösung des Abgrenzungsproblems von Wissenschaft und Nichtwissenschaft als direkten Weg in den Dogmatismus ab:
„Kein Rationalist, kein kritischer Rationalist besitzt eine Einsicht in die Grenzen der Wissenschaften – dazu müsste er ja wissen, was außerhalb der Wissenschaften vorgeht, er müsste Mythen kennen, müsste ihre Funktion verstehen. […] Man zeige einem kritischen Rationalisten einen Gegenstand, der außerhalb seiner Erfahrung liegt – damit kann er gar nichts anfangen, er benimmt sich wie ein Hund, der seinen Herrn in ungewöhnlichen Kleidern sieht; er weiß nicht, soll er ihn beißen, soll er davonlaufen, oder soll er ihm das Gesicht lecken. Das ist auch der Grund, warum kritische Rationalisten an den Grenzen der Wissenschaft zu schimpfen beginnen – für sie ist das Ende ihres Glaubens erreicht und das einzige, was sie sagen können, ist: ‚irrationaler Unsinn‘ oder ‚ad hoc‘ oder ‚unfalsifizierbar‘ oder ‚degenerierend‘ – Bezeichnungen, die genau denselben Zweck haben wie die früheren Bezeichnungen ‚häretisch‘ etc. etc.“

#### Anarchistische Erkenntnistheorie
In den 1970er Jahren entwirft Feyerabend eine anarchistische Wissenstheorie, die er unter dem Schlagwort „anything goes“ zusammenfasst. Der Ausdruck „anything goes“ taucht erstmals in Feyerabends Artikel Experten in einer freien Gesellschaft auf und wird von ihm wieder aufgegriffen am Ende des ersten Kapitels von Wider den Methodenzwang. Feyerabends erkenntnistheoretischer Anarchismus sorgt unter Kollegen für gespaltene Reaktionen. Einige erkennen in ihm keine positive Sichtweise der wissenschaftlichen Methode, sondern die Schlussfolgerung einer reductio ad absurdum des Rationalismus (der Ansicht, dass es universelle und unveränderliche rationale Regeln für wissenschaftliches Denken gibt). Die Ansicht, dass methodische Regeln im Allgemeinen nicht zum wissenschaftlichen Erfolg beitragen, gewinnt Feyerabend durch Analysen von Episoden in der Wissenschaft, die allgemein als unbestreitbare Beispiele des Fortschritts angesehen werden (z. B. die kopernikanische Revolution), und zeigt, dass diese Episoden gegen alle gängigen Vorschriften der Wissenschaft verstießen, ja, dass die Anwendung solcher Regeln in diesen historischen Situationen tatsächlich eine wissenschaftliche Revolution verhindert hätte. Auf dieser empirisch-historischen Ebene besage „anything goes“, dass geltende „Regeln und Maßstäbe“ in der Praxis der Wissenschaft „oft de facto verletzt“ wurden und werden, wo „wissenschaftlicher Erfolg“ zu verzeichnen sei. Aus dieser wissenschaftshistorisch gewonnenen Einsicht zieht Feyerabend die forschungsnormative Konsequenz, dass Regeln und Maßstäbe verletzt werden müssten, um wissenschaftlichen Erfolg zu erzielen.
Mit Ernst Mach – dessen Arbeiten einen entscheidenden Bezugspunkt sowohl für die historisch-deskriptive als auch für die normative Ebene von „anything goes“ liefern – fordert Feyerabend, dass Wissenschaftler skrupellose Opportunisten sein sollten, die methodische Regeln je nach ihrem Nutzen in einer konkreten Forschungssituation wählen sollten. Es gebe keine universellen, sondern allein lokale methodologische Regeln, die man befolgen sollte. Den Ausdruck „Opportunist“ übernimmt Feyerabend von Einstein und bezeichnet damit einen Forscher, der seine Überzeugungen und Techniken ändert, um diese an die jeweilige Situation anzupassen, anstatt einzelne Ereignisse mit klar definierten Methoden oder Überzeugungen vorab zu beurteilen. Feyerabend betont die Bedeutung von Intuition und Kreativität als Voraussetzung des Erkenntnisgewinns und Erkenntnisfortschritts, beide dürften nicht durch eine bestimmte dogmatische Rationalität und wissenschaftstheoretisch-methodologische Regeln und Zwänge, die ihrerseits nicht sakrosankt seien, sondern vielmehr im Erkenntnisprozess einem Wandel unterlägen, nutzlos und in irreführender Weise eingeschränkt werden. So prägte er den Begriff der Anti-Regel, die eine Regel bezeichnen soll, die der Induktion widerspricht. Der Wissenschaftler soll sich nicht scheuen, methodische Regeln aufzustellen, die zu Hypothesen führen, die anerkannten Theorien und beobachtbaren Tatsachen widersprechen.
Wider den Methodenzwang stellt nicht, wie oftmals in der Rezeption behauptet, einen Bruch in Feyerabends Denken als vielmehr eine „radikalisierte Collage“ früherer Arbeiten dar. Der erkenntnistheoretische Anarchismus lässt sich als eine Fortführung seines in den 1950er und 1960er Jahren entwickelten theoretischen Pluralismus verstehen. Erkenntnistheoretischer Anarchismus ist gleichbedeutend mit einem Pluralismus ohne Grenzen, in dem man jede gewünschte Theorie verbreiten und jede Theorie so lange beharrlich weiterentwickeln kann, bis oder solange sie sich in einer konkreten Forschungssituation als nützlich erweist. Da die Nützlichkeit von Methoden auf empirischen Theorien beruhe, könne man bei dem Versuch, neue Entdeckungen zu machen, jede gewünschte Methode anwenden. Das heißt nicht, dass wir alles tun und glauben können, was wir wollen – unsere Überzeugungen müssen doch einer kritischen Prüfung standhalten –, jedoch ist zu betonen, dass wissenschaftliche Forschung keine intrinsischen Einschränkungen hat. Die einzigen Einschränkungen der wissenschaftlichen Praxis sind jene, die den Wissenschaftlern materiell und durch ihre Perspektive aufgezwungen werden. Der theoretische Anarchismus, so Feyerabend, sei gleichsam „humanitärer“ als andere Organisationssysteme, da er den Wissenschaftlern keine starren Regeln auferlege.
Für Feyerabends Zugang gab es in der Wissenschaftsgeschichte bereits Anknüpfungspunkte, etwa David Brewster, als er sich 1831 kritisch mit der Methodologie von Francis Bacon auseinandersetzte:
“The process of Lord Bacon was, we believe, never tried by any philosopher but himself. […] This example, in short, of the application of his system, will remain to future ages as a memorable instance of the absurdity of attempting to fetter discovery by any artificial rules.”
„Das Verfahren von Lord Bacon wurde, wie wir glauben, nie von einem anderen Philosophen als ihm selbst ausprobiert. […] Dieses Beispiel, kurz gesagt, für die Anwendung seines Systems, wird zukünftigen Zeitaltern als ein denkwürdiges Beispiel für die Absurdität des Versuchs, die Entdeckung durch irgendwelche künstlichen Regeln zu fesseln, in Erinnerung bleiben.“

### Metaphysik der Vielfalt
In späteren Werken, insbesondere in Vernichtung der Vielfalt, formuliert Feyerabend – ausgehend von seiner Beschäftigung mit dem homerischen Denken – einen kosmologischen Ansatz, nachdem die Welt in dem Sinne „vielfältig“ sei, dass sie die gleichzeitige Existenz vieler verschiedener – auch inkommensurabler – Realitäten ermögliche und demnach als Pluriversum zu betrachten sei. Laut Feyerabend sei die Welt oder das „Sein“, wie er sie nennt, biegsam genug, dass sie sich entsprechend der verschiedenen, perspektivisch bedingten Arten und Weisen menschlicher Annäherung an sie unterschiedlich „zeigt“. In Laboren beispielsweise beobachten Wissenschaftler Phänomene nicht einfach nur passiv, sondern greifen mithilfe verschiedener Techniken aktiv ein, um Phänomene zu erzeugen. Dies macht Entitäten wie Elektronen oder Gene real, weil sie in einem Leben, das man führen kann, stabil genutzt werden können. Da unsere Entscheidungen darüber, welches Leben wir führen sollen, von unserer Ethik und unseren Wünschen abhängen, hängt das, was „real“ ist, davon ab, was in einem Leben eine Rolle spielt, das wir für lebenswert halten. Feyerabend nennt dies „Aristoteles-Prinzip“, da er glaubt, dass Aristoteles die gleiche Ansicht vertrat. Als Vorgänger für diese Idee macht er u. a. den „Relativismus des Protagoras“ aus.

### Politische Philosophie
Ausgehend von der historisch gewonnenen, in Wider den Methodenzwang präsentierten Annahme, dass es keine historische universelle wissenschaftliche Methode gebe, betont Feyerabend in Erkenntnis für freie Menschen, dass die Wissenschaft ihren privilegierten Status in der westlichen Gesellschaft nicht verdiene. Er lehnte die Ansicht ab, dass Wissenschaft besonders „rational“ sei, allein da es keinen einzigen gemeinsamen „rationalen“ Bestandteil gebe, der alle Wissenschaften vereine, aber andere Denkweisen ausschließe. Stattdessen fordert er eine scharfe Trennung von Staat und Wissenschaft und wandte sich gegen jeden Überlegenheitsanspruch von Wissenschaftlern gegenüber „Normalbürgern“. Sein Ziel war eine freie Gesellschaft, in der Bürger und Politiker direkt, ohne weitere administrative Umwege über abstrakte Theorien, am Erkenntnisprozess teilhaben. Eine objektive, von Lebens- und Erfahrungspraxis in einer freien Gesellschaft abgetrennte (und damit die bislang herrschende) Rationalität – in Form der Logik und der Wissenschaftstheorie bzw. Wissenschaftsphilosophie – sollte durch eine Beteiligung der Bürger ersetzt werden. Die Wissenschaft solle einer demokratischen Kontrolle unterliegen: Nicht nur die Themen, die von Wissenschaftlern untersucht werden, sollten durch demokratische Wahlen und „Bürgerinitiativen“ bestimmt, sondern auch wissenschaftliche Annahmen und Schlussfolgerungen von Gremien aus Laien überwacht werden. Die Bürger sollten ihre eigenen Grundsätze formulieren und anwenden, wenn sie Entscheidungen in diesen Angelegenheiten treffen. Er stellte sich eine freie Gesellschaft vor, in der „alle Traditionen gleiche Rechte und gleichen Zugang zu den Machtzentren“ hätten.
Der Philosoph Simon Rettenmaier sieht bei Feyerabend eine liberal-anarchistische Grundhaltung. Den Anarchismus sehe Feyerabend als „eine Art Triebfeder der Aufklärung“. 
Bei Feyerabend dränge sich der Eindruck auf, dass es nicht, wie bei den meisten anarchistischen Theoretikern, die wirtschaftliche Schieflage im 17. und 18. Jahrhundert gewesen sei, die das Zeitalter der Aufklärung eingeleitet habe, sondern eher „die gesellschaftlich übergreifende intellektuelle Emanzipation“. Sein politischer Anarchismus fuße „federführend auf einer Auflehnung gegen absolute Setzungen“.

## Nachwirkung und Trivia

### Antwort des kritischen Rationalismus auf Feyerabends Kritik
Nach David Miller merkt Feyerabend nicht, wie sehr seine Kritik in Wirklichkeit mit dem Kritischen Rationalismus konform geht und ihm gar nicht widerspricht. Feyerabend übersieht demnach, dass das Ziel von Methoden im kritischen Rationalismus überhaupt nicht die Begründung einer Wahl von Theorien oder Methoden ist, also keine Theorien oder Methoden durch Grenzziehungen von der Erörterung ausgeschlossen werden sollen. Er liegt also zwar insofern richtig, als die Wahl einer Methode nicht begründet werden kann, er liegt aber falsch in der Annahme, dass sie daher alle gleichrangig sein müssen. Denn die Wahl einer Methode hat objektive Konsequenzen, weil die Methode Probleme, die sie lösen soll, gemäß ihren eigenen Maßstäben besser oder schlechter löst. Die Methode von Versuch und Irrtum, die nichts zu begründen versucht, funktioniert daher ebenso bei der Methodenauswahl und ist dabei auch auf sich selbst anwendbar. Performative Widersprüche treten nicht auf, weil Ziel nicht Selbstbegründung ist, sondern Selbstkritik.
Tatsächlich vertritt Feyerabend gemäß Miller selbst eine ähnliche Position, geht aber so weit, auch Methoden zulassen zu wollen, die sich gegen die Logik stellen und somit nur schwer zu kritisieren und auszusortieren sind, wenn sie fehlschlagen. In diesem Punkt unterscheidet sich Feyerabends Methodenanarchismus vom kritischen Methodenpluralismus des kritischen Rationalismus. Miller ist der Ansicht, dass Feyerabend kein wirkliches Argument gegen die Logik hat und – frei nach seinen eigenen Worten – ein Dieb ist, der seinem Diskussionsgegner erst die Logik stiehlt, um den Bestohlenen dann dafür zu kritisieren, dass er sie nicht mehr besitzt.

### Nachwirkung außerhalb der Philosophie
1970 verlieh die Loyola University of Chicago Feyerabend den Ehrendoktortitel (Doctor of Humane Letters Degree) honoris causa.
Feyerabends Analyse der Galileo-Affäre, in der er behauptet, die Kirche sei „auf dem richtigen Weg“, Galileo aus moralischen Gründen zu tadeln, und empirisch korrekt gewesen, wurde 1990 von Joseph Kardinal Ratzinger (Papst Benedikt XVI.) in einer Rede mit Zustimmung zitiert.
Das Buch On the Warrior's Path zitiert Feyerabend und hebt die Ähnlichkeiten zwischen seiner Erkenntnistheorie und der Weltanschauung von Bruce Lee hervor.
Feyerabends Konzept der Inkommensurabilität hatte Einfluss auf den radikal kritischen Ansatz von Donald Ault in seiner ausführlichen kritischen Bewertung von William Blakes Werk, insbesondere in Narrative Unbound: Re-Visioning William Blakes The Four Zoas.
Im Jahr 2016 wurde der Asteroid (22356) Feyerabend nach ihm benannt.
Im Einklang mit den Anliegen, einer Vernichtung lebensweltlicher Vielfalt entgegenzutreten, wie es vor allem in seinem späteren Werk zum Ausdruck kommt, wurde ihm zu Ehren 2006 die Paul K. Feyerabend Foundation gegründet. Die Stiftung „fördert die Stärkung und das Wohlergehen benachteiligter menschlicher Gemeinschaften. Durch die Stärkung der innergemeinschaftlichen und intergemeinschaftlichen Solidarität strebt sie danach, die lokalen Kapazitäten zu verbessern, die Achtung der Menschenrechte zu fördern und die kulturelle und biologische Vielfalt zu erhalten.“
Im Jahr 2024, anlässlich des 100. Geburtstags von Feyerabend, waren eine Reihe von Konferenzen, Workshops, Veröffentlichungen, Ausstellungen experimenteller Kunst, Liederabende und Theaterstücke zu Ehren von Feyerabends Leben und Werk geplant.

## Werke

### Schriften
- Zur Theorie der Basissätze. Universität Wien, Diss., 1951 Katalogzettel Universitätsbibliothek Wien
- Probleme des Empirismus I. In: Robert G. Coldny (Hrsg.): Beyond the Edge of Certainty, Prentice-Hall, Englewood Cliffs 1965
- Wider den Methodenzwang. Suhrkamp (stw 597), Frankfurt am Main 1976, ISBN 3-518-28197-6
- Erkenntnis für freie Menschen. Suhrkamp (es 1011), Frankfurt am Main 1979, ISBN 3-518-11011-X
- Wissenschaft als Kunst. Suhrkamp (es 1231), Frankfurt am Main 1984, ISBN 3-518-11231-7
- Zeitverschwendung (Autobiographie). Suhrkamp, Frankfurt am Main 1995, ISBN 3-518-40693-0 (als Taschenbuch: ISBN 3-518-39222-0)
- Briefe an einen Freund. Hrsg. v. Hans Peter Duerr. Suhrkamp (es 1946), Frankfurt am Main 1995, ISBN 3-518-11946-X
- Widerstreit und Harmonie. Trentiner Vorlesungen. Hrsg. von Peter Engelmann. Passagen, Wien 1998, ISBN 3-85165-305-X
- Conquest of Abundance. Postum veröffentlicht von Bert Terpstra. Chicago 2001, ISBN 0-226-24534-9
- Die Vernichtung der Vielfalt. Ein Bericht. 1. Auflage. Passagen Verlag, Wien 2005, ISBN 978-3-85165-633-6 (Buchvorschau bei VLB – Originaltitel: Conquest of Abundance. Übersetzt von Volker Böhnigk und Rainer Noske).
- (mit Hans Albert): Briefwechsel, Bd. I: 1958–1971, hrsg. v. Wilhelm Baum, Kitab, Klagenfurt / Wien 2008, ISBN 978-3-902585-17-2.
- (mit Hans Albert): Briefwechsel, Bd. II: 1972–1986, hrsg. v. Wilhelm Baum u. Michael Mühlmann, Kitab, Klagenfurt/Wien 2009, ISBN 978-3-902585-27-1
- Helmut Heit und Eric Oberheim (Hrsg.): Naturphilosophie. 1. Auflage. Suhrkamp, 2009, ISBN 3-518-58514-2. Veröffentlichung eines erst länger nach seinem Tod im Philosophischen Archiv der Universität Konstanz gefundenen Manuskripts aus den 1970er-Jahren.
- Christian Augustin (Hrsg.): Aber ein Paul hilft doch dem Anderen. Briefwechsel Paul Feyerabend – Paul Hoyningen-Huene (1983–1994). 1. Auflage. Passagen Verlag, 2010, ISBN 3-85165-920-1. Veröffentlichung des Briefwechsels sowie Kommentare des Hg. zur Feyerabend-Biographie incl. unveröffentlichter Archivdokumente.
- Über Erkenntnis. Zwei Dialoge. Fischer Taschenbuch Verlag, Frankfurt am Main 1995, ISBN 3-596-12775-0.
- Historische Wurzeln moderner Probleme. Vorlesung an der ETH Zürich 1985. Herausgegeben von Michael Hagner und Michael Hampe unter Mitarbeit von Hannah Kressig und Anna Morawietz. Suhrkamp, Berlin 2023, ISBN 978-3-518-58805-5.

### Ton- und Bilddokumente
- Philosophie heute: Lieber Himmel – was ist ein Mensch? Paul Feyerabend im Gespräch mit Rüdiger Safranski. VHS-Video. Junius, Hamburg 1994 (online).
- Wissenschaftstheoretische Plaudereien. Originaltonaufnahmen 1971–1992, hrsg. v. Klaus Sander. Audio-CD, 60 Minuten und Booklet, 24 Seiten. Supposé, Köln 2000, ISBN 978-3-932513-15-2
- Stories from Paolino’s Tapes. Private Recordings 1985–1993, hrsg. v. Grazia Borrini-Feyerabend und Klaus Sander. Audio-CD, 68 Minuten. Supposé, Köln 2001, ISBN 978-3-932513-19-0